# Noz-vermelha
A noz-vermelha (Hicksbeachia pinnatifolia) é uma pequena árvore da família Proteaceae, nativa das florestas subtropicais húmidas no leste da Austrália. É cultivada pelas suas sementes comestíveis, que têm um sabor semelhante ao da macadâmia.

## Descrição
A Hicksbeachia pinnatifolia é tipicamente uma árvore de pequeno a médio porte, atingindo cerca de 10-15 metros de altura. O tronco é geralmente reto e esguio, com casca lisa a ligeiramente fissurada.
As folhas são grandes, pinadas e brilhantes, com 30-70 cm de comprimento, divididas em numerosos folíolos serrilhados. As folhas jovens podem ter uma coloração avermelhada.
As flores são dispostas em longas inflorescências pendulares (cachos) de até 50 cm de comprimento, com flores brancas a cremosas. Floresce principalmente na primavera e início do verão.
O fruto é uma drupa globular, de cor vermelho-brilhante quando madura, com cerca de 2-3 cm de diâmetro. Contém uma única semente grande e lenhosa, que é a parte comestível. O período de frutificação ocorre geralmente no final do verão e outono.

## Distribuição e habitat
Esta espécie é endémica do leste da Austrália, ocorrendo em florestas subtropicais húmidas desde o sudeste de Queensland até ao nordeste de Nova Gales do Sul. Cresce tipicamente no sub-bosque de florestas chuvosas, em solos ricos e bem drenados.

## Usos
A semente da Hicksbeachia pinnatifolia é comestível e tem um sabor agradável, que lembra a macadâmia, outra espécie da família Proteaceae. Pode ser consumida crua ou torrada.
A árvore também é cultivada como planta ornamental em jardins tropicais e subtropicais, valorizada pelas suas folhas atraentes e frutos coloridos. No entanto, o seu crescimento pode ser relativamente lento e requer condições de floresta tropical para prosperar.

## Cultivo
A noz-vermelha prefere sombra parcial a sol pleno, embora tolere melhor o sol pleno em climas mais frescos. Requer solos ricos, húmidos e bem drenados. É sensível a geadas severas, o que limita o seu cultivo a regiões subtropicais e tropicais. A propagação é geralmente feita por sementes.